# Николаева, Ульяна Геннадьевна
Ульяна Геннадьевна Николаева (род. 22 апреля 1972, Москва) — российский культуролог и социолог; кандидат философских наук, доктор экономических наук. Специалист в области изучения архаических социальных и экономических отношений, неформальной экономики, социологии и демографии сельских сообществ.

## Биография
В 1994 году с отличием окончила исторический факультет Московского педагогического государственного университета. Работала учителем истории в школе № 825 города Москвы. В 1998 году окончила аспирантуру и защитила диссертацию «Культурные формы и культурные смыслы: теоретико-методологический анализ» о специальности 24.00.01. (теория и история культуры) в Московском педагогическом государственном университете.
Преподавала культурологию, теорию межкультурных коммуникаций, историю и теорию культуры на кафедре культурологии Московского педагогического государственного университета, читала курсы культурологии, межкультурной коммуникации, истории экономики и экономических учений в Российском государственном социальном университете. Работала в сфере развития дистанционного обучения, была деканом факультета интенсивного обучения в РГСУ. Исследовала проблемы связи экономики и культуры на ранних стадиях развития общества, а также проблемы возрождения архаических экономических и социальных практик в современной теневой и неформальной экономике. Защитила в 2005 году докторскую диссертацию на тему «Архаические экономические отношения и их воспроизводство в современной экономике: теоретико-методологический анализ» по специальности 08.00.01. (экономическая теория). С 2008 по 2013 гг. — учёный секретарь Института социально-политических исследований РАН, профессор кафедры политической экономии и международных экономических отношений РГСУ, учёный секретарь Российской академии социальных наук (РАСН). Преподавала социологию в Московский школе экономики Московского государственного университета имени М. В. Ломоносова. С 2013 года — старший научный сотрудник кафедры народонаселения экономического факультета МГУ имени М. В. Ломоносова.
Член научной группы междисциплинарного Угорского проекта по изучению социально-экономических и социально-демографических процессов, протекающих в сельских районах Ближнего Севера России (руководитель проекта Н. Е. Покровский). Руководитель и участник ряда исследовательских проектов РФФИ, РГНФ, РНФ, участник российских и международных научных конференций.

## Научная деятельность
Специалист в области исследований архаических форм сознания, социальных и экономических отношений и их воспроизводства в современном российском обществе. Принадлежит к научной школе известного российского историка Ю. И. Семёнова и философа-культуролога Ю. А. Муравьёва.
Основным предметом исследования У. Г. Николаевой стали раннепервобытные, позднепервобытные, предклассовые и раннеклассовые экономические отношения, в частности, отношения разбора, даче-дележа, помогообмена, услугообмена, престижного дарообмена, реципрокции, редистрибуции, политаризма, доминаризма, магнаризма и др. Спецификой архаических экономических отношений оказывается их «встроенность» (К. Поланьи) в культурные практики, традиции, ритуалы, моральные и религиозные отношения, что часто затрудняет их идентификацию в качестве специфически экономических. В раннеклассовых «политарных» (термин Ю. И. Семенова) обществах, то есть в обществах с так называемым «азиатским способом производства» (термин К. Маркса), экономические отношения тесно переплетены с властно-политическими отношениями: общеклассовая корпоративная частная собственность государственного аппарата на основные средства производства порождает «всесилие» чиновников, «поголовное государственное рабство», насилие, практики массовых репрессий.
У. Г. Николаева доказывает, что в современных переходных периферийно-капиталистических обществах, в том числе и в России, активно возрождаются архаические экономические отношения, особенно в теневой и неформальной экономике. Архаические экономические модели, доказывает У. Г. Николаева, становятся составной частью симбиотических социально-экономических укладов. Вместе с экономической архаикой возрождаются и архаические формы социального поведения (корпоративизм, социальная агрессия, насилие) и архаические формы общественного сознания (ремифологизация).
Социологические и социолого-демографические исследования У. Г. Николаевой (совместно с М. Б. Денисенко) в сельских сообществах Ближнего Севера посвящены проблемам неформальной экономики, внутрисемейных и межсемейных экономических связей, депопуляции, старения населения, проблемам внутриобластных социально-демографических различий.

### Избранные труды
- Николаева У. Г. Архаические экономические отношения и их воспроизводство в современной экономике : Автореф. дис. … д-ра экон. наук. — М., 2005. — 46 с.
- Николаева У. Г. Vita nuova архаических экономических отношений : загадки современной российской неформальной экономики. — М.: Дашков и Кш, 2005. — 175 с. — 1000 экз. — ISBN 5-94798-980-8.
- Николаева У. Г. Культурные формы и культурные смыслы: теоретико-методологический анализ : Автореф. дис. … канд. филос. наук. — М., 1997. — 16 с.
- Николаева У. Г. Экономическая архаика и современность. — М.: Дашков и Кш, 2005. — 224 с. — 1000 экз. — ISBN 5-94798-975-1.
- Николаева У. Г. Грозит ли России новое Средневековье? // Независимая газета, 25 октября 2016 года. Приложение «НГ — Сценарии». Архивная копия от 11 февраля 2017 на Wayback Machine